# BG Group Place
BG Group Place (známý též jako MainPlace) je mrakodrap v texaském městě Houston. Výstavba probíhala od roku 2008 do roku 2011. V roce 2010 byl zastřešen. Má 46 pater a výšku 192 metrů, je tak 15. nejvyšší mrakodrap ve městě. Za designem budovy stojí firma Gensler, Pickard Chilton Architects, Inc.